# 西山和弥
西山 和弥（にしやま かずや、1998年11月5日 - ）は、群馬県出身の陸上競技選手。専門は長距離走。伊勢崎市立第一中学校､東京農業大学第二高等学校、東洋大学総合情報学部総合情報学科を卒業。2021年4月、トヨタ自動車に入社。

## 経歴

### 高校時代まで
- 中学時代はトラック種目では遠藤日向らに敗れ、惜しくも日本一になれなかったが、都道府県対抗男子駅伝2区では遠藤らを破り区間賞を獲得した。
- 高校時代は全国高校総合体育大会に出場するなど数々の実績を残してきた。

### 大学時代

#### 1年次
- 高校卒業後は東洋大学に進学。東洋大学に進学を決めた理由は2015年の全日本大学駅伝の優勝の時だった。すると春先から調子が良く、1500m、3000m、5000m、10000mで大幅の自己ベスト更新。特に10000mは、日本学生陸上競技対校選手権大会で順天堂大学の大エース塩尻和也との激戦を制し、日本人トップとなった。
- 2017年10月に行われた出雲駅伝は、1区を任され、区間5位。
- 同年11月に行われた第49回全日本大学駅伝では、全区間の最短区間の3区を任された。2区の渡邉奏太からトップで襷を貰い、区間3位の走りで後続との差を広げた。
- 2018年1月2日~1月3日に行われた第94回箱根駅伝では1区を任され、同区間唯一の1年生ながら、六郷橋手前で飛び出すとそのまま後続を突き放し、先頭で相澤晃に襷を渡した。1区で1年生が区間賞を獲得するのは第87回大会の大迫傑以来7年ぶりであった。
- 同年2月24日に行われた日本陸上競技選手権大会クロスカントリー競走では、学生トップとなる3位でゴールし、チームメイトの今西駿介と共にアジア陸上競技選手権大会クロスカントリー競走に選ばれた。
- 翌月に行われたアジアクロカンでは、個人銀メダル、団体金メダルを獲得している。

#### 2年次
- 2019年1月2日〜3日に行われ第95回箱根駅伝では、2年連続で1区を任され、昨年同様に六鄉橋付近で飛び出すと、最後は中央大・中山顕とのスパート勝負になったが、1秒差で区間賞を獲得した。

#### 3年次
- 2020年1月2日〜3日に行われ第96回箱根駅伝では、史上初3年連続1区区間賞を狙ったが、10km過ぎで集団から遅れ始めてしまい、トップ創価大学と2分2秒差の14位と出遅れてしまった。
- 2020年8月　大迫傑主催の第1回 Sugar Elite short Campに参加。

#### 4年次
- 2021年1月2日〜3日に行われた第97回箱根駅伝では当日変更で7区を任される。6区の九嶋恵舜から4位で襷を受け、一時は前を走る東海大学に追いつくが、終盤に突き放されて区間12位に終わり、前のチームとの差を開かれてしまった。

### 社会人入り
- 2021年4月1日トヨタ自動車に入社し同陸上長距離部に入部。
- 2021年11月7日第61回中部・第51回北陸実業団対抗駅伝競走大会で実業団駅伝デビュー。6区（8.5km）に出場。区間4位、チームは総合2位となり全日本実業団駅伝の出場権を獲得。
- 2022年1月1日ニューイヤー駅伝（第66回全日本実業団対抗駅伝競走大会）では6区（12.1km）に出場。区間9位、チームは総合5位。
- 2022年2月13日第50回全日本実業団ハーフマラソン大会に出場。1時間00分41秒の自己ベスト記録を更新。トップから3秒差の5位入賞。
- 2022年5月7日第106回日本陸上競技選手権大会 10000mに出場（新国立競技場）28分50秒24（タイムレースの2組で22位）

## 人物・エピソード
- 憧れの選手は大迫傑で、インタビューされた時は恐縮し、2、3歩下がって応えた。
- 乃木坂46の大ファンで、オンシーズンでも乃木坂のイベントに行くほど。推しメンは佐藤楓。
- SNSで2022年4月21日に入籍したことを発表。

## 戦績・記録

### 主な戦績
| 年   | 大会                                                   | 種目             | 順位                | 記録          | 備考                                 |
| ---- | ------------------------------------------------------ | ---------------- | ------------------- | ------------- | ------------------------------------ |
| 2012 | 第39回全日本中学校陸上競技選手権大会                   | 1500m予選5組     | 5位                 | 4分09秒68     | 決勝進出ならず                       |
| 2012 | 第39回全日本中学校陸上競技選手権大会                   | 3000m            | 15位                | 8分57秒19     |                                      |
| 2012 | 第43回ジュニアオリンピック陸上競技大会                 | B男子1500m       | 4位                 | 4分07秒36     | 表彰台まで0.05秒                     |
| 2013 | 第40回全日本中学校陸上競技選手権大会                   | 3000m            | 3位                 | 8分45秒37     | 優勝者は遠藤日向                     |
| 2013 | 第44回ジュニアオリンピック陸上競技大会                 | 3000m            | 3位                 | 8分31秒70     | 優勝者は遠藤日向                     |
| 2014 | 第67回全国高等学校総合体育大会陸上競技大会             | 5000m予選2組     | 10位                | 14分58秒34    | 決勝進出ならず                       |
| 2014 | 第69回国民体育大会陸上競技                             | 少年男子B3000m   | 5位                 | 8分21秒50     | 優勝者は遠藤日向                     |
| 2015 | 第50回千葉国際クロスカントリー大会                     | 8000m            | 37位                | 24分58秒      |                                      |
| 2015 | 第68回全国高等学校総合体育大会陸上競技大会             | 1500m            | 11位                | 3分52秒19     |                                      |
| 2015 | 第68回全国高等学校総合体育大会陸上競技大会             | 5000m            | 7位                 | 14分06秒51    |                                      |
| 2015 | 第70回国民体育大会陸上競技                             | 5000m            | 6位                 | 14分14秒37    | 優勝者は遠藤日向                     |
| 2016 | 第69回全国高等学校総合体育大会陸上競技大会             | 5000m            | 10位                | 14分24秒04    |                                      |
| 2017 | 関東私学六大学対校陸上競技選手権大会                   | 5000m            | 4位                 | 3分51秒59     | 自己ベスト、関東インカレB標準突破    |
| 2017 | 日体大長距離記録会                                     | 5000m            |                     | 13分51秒58    | 自己ベスト                           |
| 2017 | 関東学生陸上競技対校選手権大会                         | 5000m            | 11位                | 14分22秒87    |                                      |
| 2017 | トライアルinいせさき                                   | 3000m            | 優勝                | 8分06秒92     | 自己ベスト                           |
| 2017 | 蔵王坊平クロスカントリー大会                           | シニアA男子8000m | OP（3位相当）       | 26分12秒      |                                      |
| 2017 | 日本学生陸上競技対校選手権大会                         | 10000m           | 3位（日本人トップ） | 28分44秒88    | 自己ベスト                           |
| 2018 | 日本陸上競技選手権大会クロスカントリー競走             | シニア10km       | 3位                 | 29分58秒      | アジアクロカン出場権獲得、学生トップ |
| 2018 | アジアクロスカントリー選手権大会                       | シニア12km       | 銀メダル            | 38分26秒      | 日本団体金メダル 日本人トップ        |
| 2018 | 世界大学クロスカントリー選手権                         | 9km              | 12位                | 31分05秒6     | 日本団体銀メダル                     |
| 2018 | 平国大長距離記録会                                     | 10000m           |                     | 29分17秒75    |                                      |
| 2018 | 関東学生陸上競技選手権大会                             | 10000m           | 4位                 | 28分54秒82    |                                      |
| 2018 | 関東学生陸上競技選手権大会                             | 5000m            | 8位                 | 14分13秒41    |                                      |
| 2018 | 日本陸上競技選手権大会                                 | 10000m           | 4位                 | 28分35秒72    | 自己ベスト                           |
| 2018 | ホクレン・ディスタンスチャレンジ北見                   | 5000m            | 10位                | 13分46秒95    | 自己ベスト                           |
| 2021 | 八王子ロングディスタンス                               | 10000m           |                     | 28分48秒26    |                                      |
| 2022 | 全日本実業団ハーフマラソン                             | ハーフマラソン   | 5位                 | 1時間00分41秒 | 自己ベスト                           |
| 2022 | 日本陸上競技選手権大会                                 | 10000m           |                     | 28分50秒24    |                                      |
| 2022 | ホクレン・ディスタンスチャレンジ20周年記念大会（深川） | 10000m           |                     | 28分59秒54    |                                      |

### 大学駅伝戦績
| 学年             | 出雲駅伝                     | 全日本大学駅伝               | 箱根駅伝                          |
| ---------------- | ---------------------------- | ---------------------------- | --------------------------------- |
| 1年生 （2017年） | 第29回 1区-区間5位 23分40秒  | 第49回 3区-区間3位 27分21秒  | 第94回 1区-区間賞 1時間02分16秒   |
| 2年生 （2018年） | 第30回 2区-区間6位 16分54秒  | 第50回 2区-区間14位 33分11秒 | 第95回 1区-区間賞 1時間02分35秒   |
| 3年生 （2019年） | 第31回 1区-区間10位 24分41秒 | 第51回 5区-区間11位 37分28秒 | 第96回 1区-区間14位 1時間03分15秒 |
| 4年生 （2020年） | 第32回 （開催中止）          | 第51回 7区-区間11位 53分14秒 | 第97回 7区-区間12位 1時間04分54秒 |

### 実業団駅伝戦績
| 年度                   | 大会                   | 区間     | 区間順位 | 記録     | 総合順位 | 備考               |
| ---------------------- | ---------------------- | -------- | -------- | -------- | -------- | ------------------ |
| 2021年度 （入社1年目） | 第61回中部実業団駅伝   | 6区      | 区間4位  | 25分13秒 | 2位      | 実業団駅伝デビュー |
| 2021年度 （入社1年目） | 第66回全日本実業団駅伝 | 6区      | 区間9位  | 37分12秒 | 5位      |                    |
| 2022年度 （入社2年目） | 第62回中部実業団駅伝   | 6区      | 区間2位  | 24分31秒 | 優勝     |                    |
| 2022年度 （入社2年目） | 第67回全日本実業団駅伝 | 6区      | 区間19位 | 36分43秒 | 3位      |                    |
| 2023年度 （入社3年目） | 第63回中部実業団駅伝   | 出場なし | 出場なし | 出場なし | 優勝     |                    |
| 2023年度 （入社3年目） | 第68回全日本実業団駅伝 | 出場なし | 出場なし | 出場なし | 優勝     |                    |
| 2024年度 （入社4年目） | 第64回中部実業団駅伝   | 6区      | 区間9位  | 25分32秒 | OP       | Bチームで出場      |
| 2024年度 （入社4年目） | 第69回全日本実業団駅伝 | 出場なし | 出場なし | 出場なし | 3位      |                    |

### その他の駅伝戦績
| 年     | 大会                                 | 区間            | 区間順位         | 記録     | チーム順位            |
| ------ | ------------------------------------ | --------------- | ---------------- | -------- | --------------------- |
| 2012   | 第29回群馬県中学生新人駅伝競走大会   | 1区（3.16km）   | 区間2位          | 10分22秒 | 伊勢崎第一18位        |
| 2012   | 第62回群馬県中学校駅伝競走大会       | 2区（2.75km）   | 区間賞（区間新） | 8分32秒  | 伊勢崎第一3位         |
| 2012年 | 第21回関東中学校駅伝競走大会         | 4区（2.980km）  | 区間賞           | 8分58秒  | 伊勢崎第一9位         |
| 2013   | 第63回群馬県中学校駅伝競走大会       | 1区（2.95km）   | 区間賞（区間新） | 9分09秒  | 伊勢崎第一3位         |
| 2013   | 第22回関東中学校駅伝競走大会         | 1区（3.665km）  | 区間2位          | 10分43秒 | 伊勢崎第一2位         |
| 2014   | 第49回群馬県高等学校駅伝競走大会     | 3区（8.1075km） | 区間賞           | 24分44秒 | 東農大二2位           |
| 2014   | 第67回関東高等学校駅伝競走大会       | 1区（10.0km）   | 区間8位          | 30分15秒 | 東農大二8位           |
| 2015   | 第32回群馬県高等学校新人駅伝競走大会 | 1区（3.83km）   | 区間賞（区間新） | 11分05秒 | 東農大二2位           |
| 2015   | 第50回群馬県高等学校駅伝競走大会     | 1区（10.0km）   | 区間賞（区間新） | 29分05秒 | 東農大二1位（大会新） |
| 2015   | 第68回関東高等学校駅伝競走大会       | 1区（10.0km）   | 区間賞           | 29分27秒 | 東農大二3位           |
| 2015   | 第66回全国高等学校駅伝競走大会       | 1区（10.0km）   | 区間34位         | 30分28秒 | 東農大二25位          |
| 2016   | 第51回群馬県高等学校駅伝競走大会     | 7区（5.0km）    | 区間賞（区間新） | 14分36秒 | 東農大二1位           |
| 2016   | 第69回関東高等学校駅伝競走大会       | 3区（8.1075km） | 区間賞           | 23分29秒 | 東農大二7位           |
| 2016   | 第67回全国高等学校駅伝競走大会       | 3区（8.1075km） | 区間9位          | 24分29秒 | 東農大二12位          |
| 2013   | 第18回全国都道府県対抗駅伝競走大会   | 6区（3.0km）    | 区間17位         | 9分12秒  | 群馬県29位            |
| 2014   | 第19回全国都道府県対抗駅伝競走大会   | 2区（3.0km）    | 区間賞           | 8分30秒  | 群馬県3位             |
| 2015   | 第20回全国都道府県対抗駅伝競走大会   | 4区（5.0km）    | 区間2位          | 14分24秒 | 群馬県4位             |
| 2017   | 第22回全国都道府県対抗駅伝競走大会   | 1区（7.0km）    | 区間5位          | 20分19秒 | 群馬県6位             |
| 2018   | 第23回全国都道府県対抗駅伝競走大会   | 7区（13.0km）   | 区間2位          | 38分01秒 | 群馬県5位             |

## 自己ベスト
| 種目           | 記録          | 年             | 大会                                 | 場所                           | 備考                       |
| -------------- | ------------- | -------------- | ------------------------------------ | ------------------------------ | -------------------------- |
| 1500m          | 3分50秒46     | 2015年7月29日  | 全国高等学校総合体育大会陸上競技大会 | 紀三井寺運動公園陸上競技場     | 予選3組1位                 |
| 3000m          | 8分06秒92     | 2017年7月8日   | トライアルinいせさき                 | 伊勢崎市陸上競技場             |                            |
| 5000m          | 13分46秒95    | 2018年7月7日   | ホクレン・ディスタンスチャレンジ北見 | 北見市東陵公園陸上競技場       |                            |
| 10000m         | 27分48秒26    | 2021年11月27日 | 八王子ロングディスタンス             | 上柚木公園陸上競技場           |                            |
| ハーフマラソン | 1時間00分41秒 | 2022年2月2日   | 全日本実業団ハーフマラソン           | 山口維新百年記念公園発着コース | ５位                       |
| マラソン       | 2時間06分45秒 | 2023年2月26日  | 大阪マラソン                         | 大阪城公園発着コース           | 初マラソン日本記録（当時） |